# الین جینز

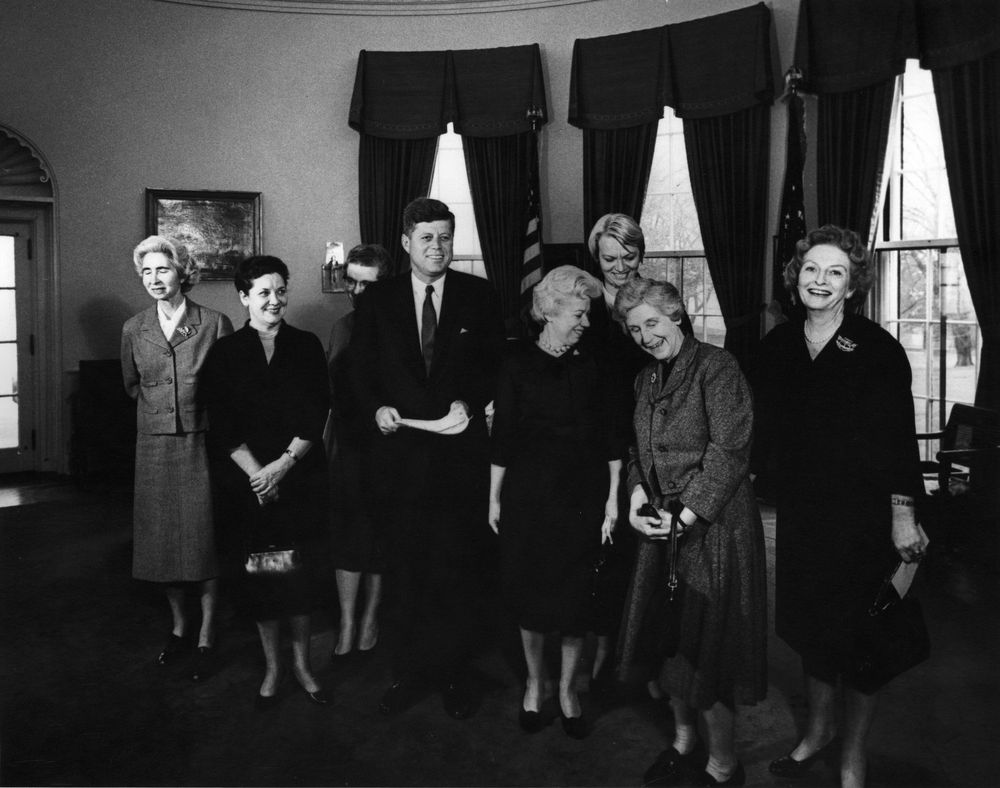
الین ر. جینز (سمت چپ) با رئیس‌جمهور آمریکا جان اف. کندی

الین جینز (به انگلیسی: Allene Jeanes)، (زاده ۱۶ ژوئیه ۱۹۰۶ -درگذشته ۱۱ دسامبر۱۹۹۵) شیمیدان آمریکایی بود که پژوهشهایش اساساً روی کربوهیدراتها و توسعه دکستران، ماده‌ای که در جنگ کره جانشین پلاسما شد- تمرکز یافته بود. به عنوان عضو انجمن شیمی آمریکا بیش از ۶۰ مقاله منتشر کرد، ۲۴ جلد کتاب نوشته و ۱۰ اختراع داشت.